# Amatori del Giuoco del Calcio Football Club
L'Amatori del Giuoco del Calcio Football Club, nota anche come Amatori Giuoco Calcio Torino o più semplicemente come Amatori Torino, fu una storica squadra calcistica italiana con sede a Torino sorta nel 1914.

## Storia
Il sodalizio apparve sulla scena calcistica nel campionato di Promozione 1914-1915, ottenendo l'ammissione nel campionato di Prima Categoria 1919-1920. Durante la prima guerra mondiale prese parte a un torneo amichevole, denominato significativamente Torneo Amatori Giuoco Calcio, che si svolse in Piemonte nel 1916. Vi parteciparono otto squadre, suddivise in due gironi, e l'Amatori riuscì a vincere il proprio raggruppamento accedendo alla finale contro la Juventus.
Nella stagione 1916-1917 l'Amatori partecipò prima ad un torneo organizzato dall'Unione Sportiva Lanzese, insieme al Football Club Pastore, al Torino e alla Juventus, e poi alla Coppa Piemonte, in cui disputò quattro incontri, piazzandosi al terzo posto finale anche se con una sola vittoria all'attivo.

Due fasi di gioco della partita Juventus-Amatori durante la Coppa Piemonte del 1916-1917.

Da quel momento l'attività della squadra rimase sospesa fino al 1919, quando partecipò al campionato di Prima Categoria. Inserito nel girone A Piemonte, insieme ad alcune delle squadre più forti e blasonate dell'epoca, l'Amatori riuscì a conquistare solo quattro punti, frutto di una vittoria con la Biellese (2-0) e di due pareggi con Torino e Alessandrina, che dettero comunque la possibilità alla squadra di accedere allo spareggio per mantenere la categoria, poi vinto contro la stessa U.S. Alessandrina per 2-1. Questa è la formazione dell'Amatori che in quell'anno pareggiò per 2-2 la partita casalinga con il Torino: Baroli, Vercelli, Vassallo, Leone, Viotti, Ramello, Barale, Moriondo, Zampiccinini, Corrado, Gaviglio.
Nel campionato 1920-1921 l'Amatori subì un inatteso crollo, anche a causa della cessione del forte terzino Vercelli all'Alessandria: dopo le pesanti sconfitte patite nel girone di andata (tra cui anche una per 13-0 contro i grigi), nel girone di ritorno il club rimase privo di un campo proprio e di conseguenza perse a tavolino le rimanenti partite interne senza scendere in campo; fu vana la richiesta di disputare la partita con la Valenzana sul campo dell'US Torinese, in quanto vi si opposero gli avversari che chiesero e ottennero la vittoria a tavolino con l'argomentazione che le società partecipanti devono avere per regolamento il proprio terreno. Terminò ultimo nel gruppo B piemontese, con zero punti ed un solo gol all'attivo a fronte dei 42 incassati, retrocedendo dunque in Promozione.
Nel 1921-1922 la squadra, con la nuova denominazione di Piemonte Amatori in seguito all'assorbimento del Piemonte Football Club e del Nazionale Piemonte F.C., aderì alla C.C.I. e partecipò al torneo regionale di Seconda Divisione, ma i risultati furono scarsi, visto che si qualificò quinta e ben lontana dalle posizioni utili per la promozione. Fu questa l'ultima apparizione dell'Amatori, dopodiché si persero le tracce della formazione torinese.